# 利根沼田学校組合立利根商業高等学校
利根沼田学校組合立利根商業高等学校（とねぬまたがっこうくみあいりつ とねしょうぎょうこうとうがっこう、英: Tone Numata School Association Tate Tone Commercial High School）は、群馬県利根郡みなかみ町月夜野にある公立（組合立）の高等学校。略称は「利根商（とねしょう）」または「利根商髙（とねしょうこう」である。
2020年（令和2年）時点で全国に3校しかない組合立高等学校である。

## 概要
みなかみ町唯一の高等学校である。学校の周りには三国山脈のひとつであり、日本百名山にも選ばれている谷川岳や利根川をはじめとした多くの自然があり、落ち着いた環境の中で勉学に励める環境にある。これからの情報化社会において必要な技術を授業に取り入れている、方向性の広い商業高校である。
2006年（平成18年）以降志望者の定員割れが続いており、2008年（平成20年）、設置者の利根沼田学校組合が群馬県への移管を求めていることが報じられたが、2016年（平成28年）の同窓会会合において所轄の総務省が組合立高校存続へ意欲を示していることを受け、普通科設置、学生寮（峻嶺館）の設置や制服変更、著名な指導者（野球部コーチ：団野村、サッカー部：小川章）招聘による運動部活性化などによって、現在でも組合立としての学校運営を続けている。。

## 設置学科
- 普通科（2年次から下記の2コースに分かれる）
  - アドバンスコース
  - 国際コース
- 地域経済科
- 情報経済科

## 沿革
- 1958年（昭和33年）2月3日 - 利根郡市町村長会で沼田市および利根郡内の町村による学校法人として、利根郡月夜野町に設立することを満場一致で可決。
- 1958年（昭和33年）4月7日 - 学校法人利根商業高等学校として第1回入学式を挙行。同16日には開校式を挙行。以来、毎年4月16日を開校記念日とする。
- 1972年（昭和47年）12月20日 - 利根沼田9市町村が、一部事務組合（利根沼田学校組合）の設立認可を群馬県知事に申請、同月23日に認可。
- 1973年（昭和48年）4月3日 - 学校法人利根商業高等学校の閉校。利根沼田学校組合立利根商業高等学校として開校。
- 2016年（平成28年）3月 - 学生寮（峻嶺館）を設置[1]。
- 2017年（平成29年）4月 - 普通科新設。

## 利根沼田学校組合
- 組合組織自治体

沼田市
利根郡みなかみ町
利根郡片品村
利根郡川場村
利根郡昭和村
- 一部事務組合である

## 教育方針

### 建学の精神
一言で言えば「全人教育」である。すなわち、学校生活において自己の全力を尽くして全人格の完成に努めることである。ここでいう「全人」とは、円満な人格で真理に徹し、善行をつみ、美を愛し、豊かな情操と強健な身体を持つ人をいう。そのためには学習を通じて知識を高め、技術を修め生徒会活動や日常生活等を通じて社会人として正しい行いが出来るようになるとともに、授業や部活動等を通じて「全人」となるために努めなければならない。

### 校訓
「自主自律」
- 自分自身は、明るく、正しく、全力で。
- 他の人には、優しく。
- 社会に対しては、和らかく。

校訓は、初代校長山岸栄三郎氏（元旅順中学校校長）が開校と同時に制定した。氏が勤務した旧制大連第一中学の教育精神である「自主自律」に、氏の解釈を加えたものである。

### 生徒実行項目
1. 学業は我等の本務
2. 行動に節度を、授業は真剣に
3. 清掃で心を磨こう
4. 正義に立って勇往邁進
5. 理解と信頼で固い友情
6. 責任を果し強い団結
7. 正しい礼儀は人格の形成

## 学校行事
学校行事には文化祭・スポーツ大会・予餞会等がある。文化祭は「峻嶺祭」と称し、商業高校ならではの販売実習を目的とした商業祭となっている。

## 生徒会活動・部活動

### 生徒会活動
- 学校行事の補佐や司会などを行う。

### 部活動

#### 運動部
- 野球部

利根商業高校創立当初から設置されていたが、練習場所等の関係から軟式野球部としてスターした。昭和41（1966）年３月末に総合グラウンド内の野球場が完成したのを機に、同年４月から硬式野球部として正式に発足した。昭和48（1973）年の夏の甲子園大会県予選で準優勝、同年１１月に明治神宮野球大会へ出場した。この頃から「北毛に利根商あり」や「北毛の雄」という異称で呼ばれるようになった。
- バスケットボール

昭和41（1966）年創立
- ソフトテニス
- 卓球

昭和39（1964）年創立。昭和40（1965）年、団体でインターハイ初出場。
- バレーボール
- ホッケー

昭和44（1969）年に群馬県を主会場にインターハイが開催されたが、それに先立って本県にて行われていない競技種目であるホッケー競技が導入されることになった。まず、昭和41（1966）年２月に群馬ホッケー協会が設定され、当時の校長松岡先生が副会長に就任した。そして、競技実施適任校として利根商業に白羽の矢が立てられ、日本ホッケー協会から道具一式が贈られて、県内唯一のホッケー部として活動を開始した。生徒会に正式に承認されたのは昭和42（1967）年６月である。インターハイ初出場は昭和42（1967）年。
- スキー

昭和35（1960）年、インターハイ初出場。
- サッカー
- 柔道

昭和42（1967）年、前橋商業を倒し男子団体インターハイ初出場。後に幾たびも前橋商業との決勝戦で勝利し黄金時代を迎えた。利根商業柔道部黄金時代を作った佐々木庄二郎先生の小唄「一つとせ　日本一を夢にみて　柔道を志す」が残っている。
- 剣道

昭和61（1986）年、インターハイへ団体、個人ともに初出場。
- 弓道

女子は、昭和36（1961）年、インターハイ団体初出場。男子は、昭和47（1972）年、インターハイ団体初出場。
- 陸上競技

男子は、昭和44（1969）年に400ｍ及び400ｍリレーでインターハイ初出場。女子は、昭和48（1973）年に800ｍでインターハイ初出場。
- ソフトボール

昭和40（1965）年に、インターハイ初出場。
- ゴルフ

#### 文化部
- 吹奏楽

昭和39（1964）年に同好会として活動が開始された。利根沼田で現存するもっとも古いアマチュアバンドである。昭和42（1967）年よりヴァイオリン２０本、ビオラ３本、チェロ２本、コントラバス１本の管楽器を加えて、管弦楽部となる。クラブ名も群馬県内では初めての「管弦楽部」と改称された。昭和63（1988）年に、吹奏楽部に改編した。
- 総合文化ビジネス（商品開発コース・広報コース）
- ＪＲＣ
- インターアクトクラブ

昭和43（1968）年、沼田ロータリークラブの強い懇請により発足した。当時、県内のインターアクトクラブは利根商を含めて４つほどしかな活動期間は県内でも屈指である。

## 校舎（施設）について

### 校舎
利根商の校舎は改装を繰り返していくうち、不思議な構造になっているものが多々見受けられる。そして1・3号館と2・4号館の間には1階分の段差があり、1・3号館の2階が2・4号館の1階の高さに相当する。なお3号館3階には今は板で覆われているが屋上への階段があった。
- 1号館

教育委員会を中心に保健室、職員室、生徒玄関、進路指導室、自習室、第1〜第4講義室などがある。
- 2号館

1年教室、2年教室、3年教室、茶道室などがある。
- 3号館

被服室、調理室、図書室、音楽室、社会科室、視聴覚室などがある。
- 4号館

生物物理室、化学室、第1〜第3PC室、商業実習室、プログラミング室などがある。

### 施設

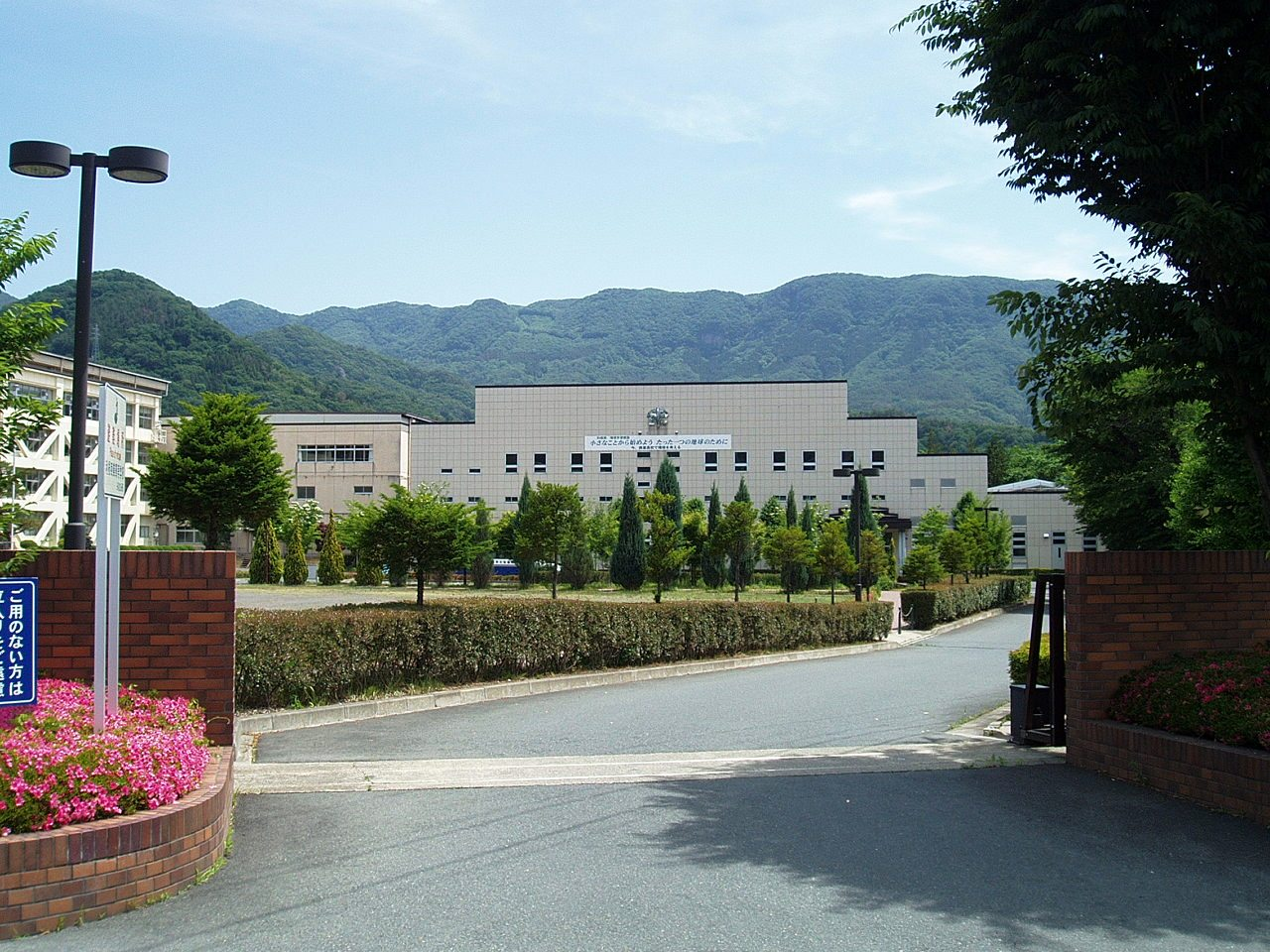
正門から第2体育館を望む

群馬県内の高校の中でも充実した施設があり、運動部の全国大会出場や吹奏楽部の吹奏楽コンクールでの入賞など、未来の生徒達の活躍を期待して作られた。中でも野球部には専用の練習室・グラウンドが用意されており、充実した練習が可能となっている。
- 第1体育館

卓球部、バスケットボール部、バレーボール部が放課後に活動している。
- 第2体育館

剣道場、柔道場、雨天練習場がある。
- 利根商ドーム

雨天などでグラウンドが使えない場合、多くの運動部がこのドームを使う。他にトレーニングルームがある。
- 吹奏楽部演奏室

吹奏楽部専用の演奏室であり、吹奏楽部の練習はここで行われている。部室も兼ねている。
- ホッケー場
- 野球場[2]

雨天練習場『球道館』や、ナイター照明を設置している。
- 弓道場
- サッカー場[2]

かなり広く、授業でも利用することがある。
- トレーニング棟
- 学生寮（峻嶺館）
- 利根商同窓会館
- セミナーハウス

## 校歌・学生歌

### 校歌
作詞者　林柳波
作曲者　井上武士

### 学生歌
作詞者　松岡重三郎（第三代校長）
作曲者　滝沢音久（元日本吹奏楽指導協会理事）

### 生徒激励歌
作詞者　松岡重三郎
作曲者　松岡重三郎

### 利根商健児に寄す
作詞者　増田穂積（旧月夜野町教育長）

### 北の山に
作詞者　中村英一（第八代校長）
利根商創立三十周年記念歌

### 利根商花笠おどり
作詞者　松岡重三郎
編曲者　滝沢音久
校長松岡重三郎が「花笠音頭」を元にして作った替え歌

## 著名な出身者

### 政治経済
- 桑原敏彦 - 沼田市議会議員
- 小野塚正樹 -  沼田市議会議員
- 小曾根英明 - 前橋市議会議員

### スポーツ
- 阿部次男 - 元社会人野球選手（富士重工業）、元SUBARU硬式野球部監督
- 内田湘大 - プロ野球選手（広島東洋カープ）
- 高野鉄平 - 元スキージャンプ選手
- 高橋信夫 - 元プロ野球選手（オリックス・ブルーウェーブ）

### 文化・芸能
- 熊谷宏彰 - 映画監督
- せきあっし - 子ども向けエンターテイナー

## 著名な教職員・関係者
- 後閑祐次 - 本校創設者で初代理事長、名誉校長。正面玄関前に氏の胸像が建立されている。作者は彫刻家籾山三穀氏。
- 豊田義夫 - 元野球部監督
- 福田治男 - 野球部監督

## その他
- 校章は昭和33年に制定。高崎商業の校章と似ている。利根商三十年史によると「商業の神であるマーキュリーを形どり、利根のＴと商業のコマーシャルのＣをアレンジすると、どうしても高商と同じようになってしまう。（中略）当時の高商の校長にご意見をお聞きしたところ、「商業高校は兄弟なんだから同じでも一向差支えない」などというご返事をいただき、ＴＣの色を変えたのみで現在の記章に決まった」とある。考案者は、当時の藤井教頭と商業科村田教諭である。
- 襟章は、平行四辺形とし「限りなき前進」の意、白と紺は利根川の「清流」を表現している。考案者は当時の月夜野町教育委員会の職員である松井一氏。

## アクセス
- JR上越線後閑駅 徒歩20分
- JR上越新幹線上毛高原駅 徒歩20分